# Sophia Charlotte de Hanovra
Sophia Charlotte de Hanovra (30 octombrie 1668 – 1 februarie 1705) a fost regină a Prusiei, fiica lui Ernest Augustus, Elector de Hanovra și a Sofiei de Hanovra. Fratele ei mai mare, Georg Ludwig a devenit rege al Marii Britanii sub numele de regele George I. Au existat zvonuri că se va căsători cu regele văduv Ludovic al XIV-lea al Franței.

## Date biografice

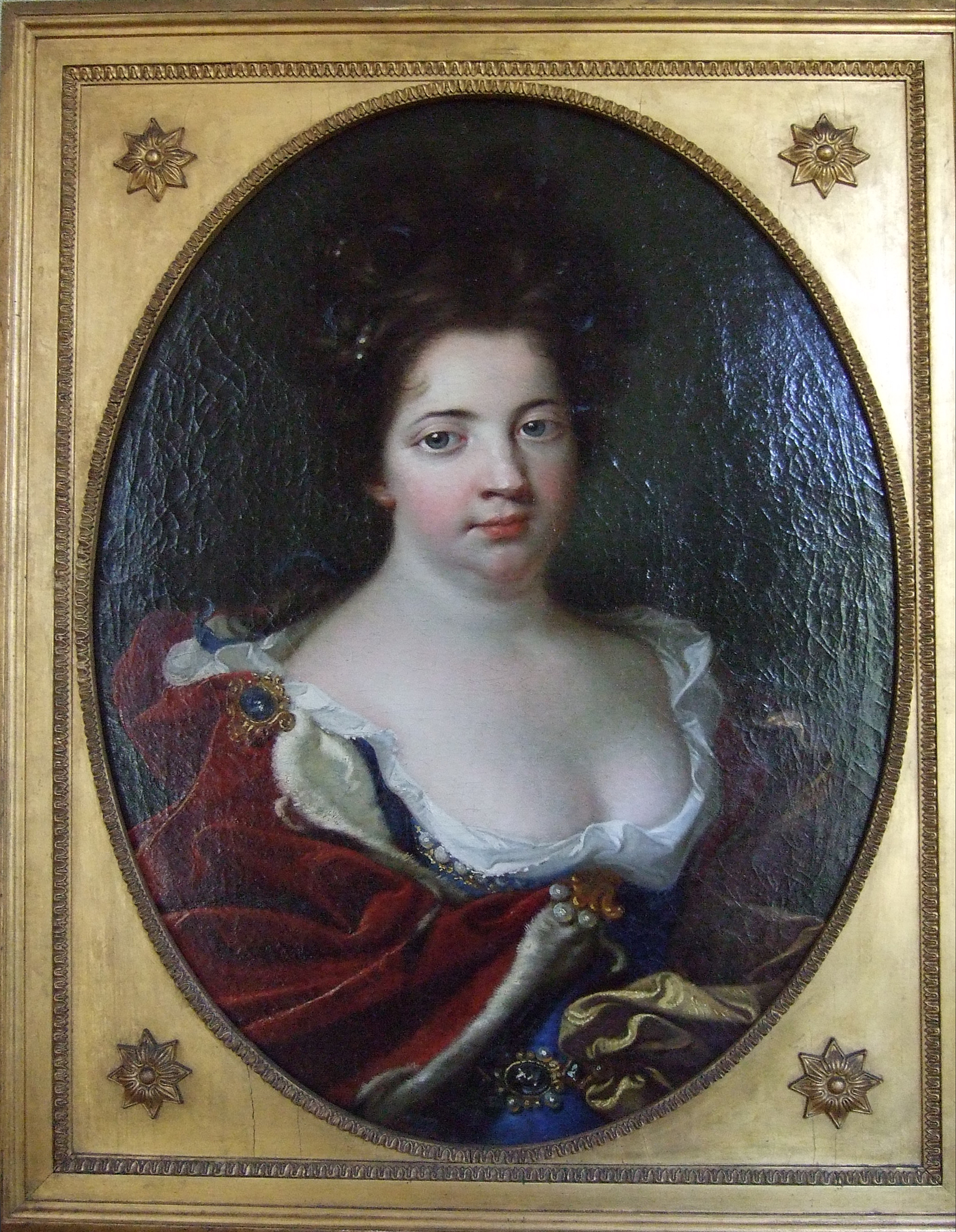
Portret al Sophiei Charlotte

În adolescență, ea a vizitat Franța cu mama ei, cu perspectiva de a se căsători cu Marele Delfin al Franței (mai târziu el s-a căsătorit cu Marie Anne Victoire de Bavaria și Sophia Charlotte a fost propusă ca mireasă pentru Ludovic al XIV-lea însuși, care își pierduse soția în 1683) însă acest lucru nu s-a întâmplat și a fost aranjată căsătoria cu regentul de Brandenburg-Prussia Frederick III (I).
Prin căsătoria cu Frederick, ea a devenit electresă de Brandenburg în 1688 și, prima regină a Prusiei în 1701. Singurul lor copil a devenit Frederick William I al Prusiei. Soțul ei a fost atât de îndrăgostit de ea încât deși avea o metresă oficială  -imitație de la Ludovic al XIV-lea- el nu a mai făcut uz de serviciile sale.
În principal, Sophia Charlotte este cunoscută pentru prietenia și corespondența cu tutorele și bunul prieten al mamei sale, Gottfried Leibniz, căruia i-a devenit discipolă. În plus față de germana vorbea franceza, italiana și engleza. În 1696 din inițiativa ei s-a construit la Lützow Palatul Charlottenburg (inițial numit Palatul Lützenburg, mai târziu numit după Sophia Charlotte) după planurile arhitectului Arnold Nehring. Aici a trăit independentă de soțul ei și avea propria ei curte. Soțul ei avea acces doar pe bază de invitație, cum a fost în 1699 când Sophia Charlotte și-a serbat ziua de naștere. 
Din anul 1700, ea a locuit acolo în mod regulat în timpul verii. S-a înconjurat de filozofi și oameni de știință și a inspirat înființarea academiei prusace de știință. A fost interesată de muzică; avea o operă italiană la care a angajat muzicieni ca Attilio Ariosti și Giovanni Battista Bononcini.
Sophia Charlotte a murit de pneumonie la 1 februarie 1705 (stil nou), la vârsta de 36 de ani.

## Arbore genealogic
1. ↑  IdRef, accesat în 4 martie 2020
2. ↑  Dictionary of Women Worldwide[*] Verificați valoarea |titlelink= (ajutor)